# Egri Oszkár (ügyvéd)
Egri Oszkár (Budapest, 1953. augusztus 19. –) magyar ügyvéd, címzetes egyetemi docens.

## Családja
Apai nagyapja, dr. Ellenbogen Ignác (Jánosháza, 1888. január 25. - Auschwitz, 1944) 1919-től pesti hitoktatóként, majd sümegi anyakönyvvezető főrabbiként, 1922-től 1944-ig tanárként dolgozott. Dédnagybátyja, dr. Reschofszky Artur (Boldogkőváralja, 1889. október 17. – Auschwitz, 1944.) nagyatádi, abonyi, majd losonci anyakönyvvezető főrabbiként, tanárként, tábori lelkészként, korábban Goldziher Ignác munkatársaként is funkcionált. A család ezen ágának 27 tagja szenvedett mártírhalált a náci haláltáborokban.
Apai nagyanyja Reschofszky Szerénke lengyel származású (Boldogkőváralja, 1894.– Auschwitz, 1944). A család leghíresebb tagja William Fox, a 20th Century Studios  megalapítója.
Anyai nagyapja, id. Karl János (Ceglédbercel, 1892 – Budapest, 1967)  szőlőművelő telepesek leszármazottja volt, akiket még II. József telepített le, és aki nyugdíjazásáig BSZKRT főellenőr volt. A család ezen ágának több tagját 1944. végén a Szovjetunióba hurcoltak fogságba, ahonnan csak kevesen tértek vissza.
Anyai nagyanyja Jakab Berta (Csíkszentimre, 1896 – Budapest, 1969) Erdélyből származott, négy gyermeke volt. 
Édesapja Egri (született Ellenbogen) Oszkár gépészmérnök (Boldogkőváralja, 1917 – Budapest, 1982) több jelentős találmány kidolgozója, újító mérnök  volt. Szabadidejében számos képzőművészeti alkotást, festményt, tájképet készített.
Az Egri családnevet a holokauszt túlélőjeként édesapja, és annak testvére (dr. Egri László) 1946-ban vette fel. Édesapja megmentéséért Farkass Imre, a Budapesti Műszaki Egyetem tanára 1996-ban Világ Igaza kitüntetést kapott az izraeli Jad Vasem emlékhatóságától.
Édesanyja, Karl Magdolna (Budapest, 1919 – Budapest, 1997) női szabó oklevelet szerzett, később nyugdíjazásáig adminisztratív területeken dolgozott. 
Dr. Egri Oszkár első feleségével (dr. Laposa Éva) 1984-től 1998-ig élt együtt, házasságukból egy leánygyermekük született, Éva Aliz (Budapest, 1986). Második feleségével (Horváth Judit) 1998 óta él együtt.

## Tanulmányai
Egri Oszkár 1971-ben a József Attila Gépipari és Gépgyártás-technológiai Technikumban szerzett gépésztechnikusi oklevelet, ezt követően műszaki munkaterületen helyezkedett el. 1976-77-ben két évig katonaként szolgált.
1984-ben az Eötvös Loránd Tudományegyetem Állam- és Jogtudományi Karán cum laude minősítéssel jogászdoktori diplomát szerzett. 1987-ben ügyvéd-jogtanácsosi szakjogászi vizsgát tett.

## Munkássága
Első munkahelyei az MMG Automatika Művek, a Budapesti Lakáscsere Osztály voltak, majd a budapesti II. kerületi Tanácsban lett elnöki referens.
Éveken át a Központi Népi Ellenőrzési Bizottságnál, majd az Állami Számvevőszéknél dolgozott, mint gazdasági és jogi szakértő. 1991-ben Izrael meghívására egy hónapig tanulmányozta az Izraeli Állami Számvevőszék, és az ottani gazdaság, társadalom működési mechanizmusát.
1992-től az Állami Vagyonügynökség igazgatóhelyettese, majd annak átalakulása után az Állami Vagyonkezelő Rt. megbízott adminisztratív vezérigazgató-helyettese.
1995-től 1998-ig vezette az Allianz Hungária Biztosítóhoz tartozó Hungária Vagyonkezelő Kft.-t, amely több, mint nyolcmilliárd mérleg főösszegű, vagyonkezeléssel és ingatlanfejlesztéssel foglalkozó társaság volt.
1998-ban önálló ügyvédi irodát alapított, amely főként polgári és gazdasági ügyekkel foglalkozik.
1999-től a Magyarországi Zsidó Hitközségek Szövetségének és a Budapesti Zsidó Hitközségnek a jogi képviselője és 2005-ig szóvivője. A BZSH Hegedűs Gyula utcai körzetének elöljárója, majd 2011-ig elnöke, továbbá tagja volt a MAZSIHISZ és a BZSH képviselő-testületének is. Koordinálta és segítette, szervezte és intézte a sümegi zsidó temető helyreállítását, mint utolsó Sümegen megmaradt zsidó emléket. 
Mint alapító tag részt vett a Füst Milán Szellemi Páholy munkájában. Rendszeresen tartott előadásokat a zsidóságot érintő aktuális jogi kérdésekről, és aktívan részt vett a zsidó közéletben.
2002-től 2012-ig az Országos Rabbiképző Zsidó Egyetemen címzetes főiskolai docensként, majd 2009-től c. egyetemi docensként jogi ismereteket tanított. 2011-ben a Hitközség három rabbija megkérdőjelezte dr. Egri Oszkár hitét, identitását, ezzel további hitéleti munkáját aláásták. Egri egyetemi oktatói munkáját sem folytathatta tovább. Ezt az eljárást több bírósági per követte, de Egri azok megnyerése ellenére sem kapott megfelelő erkölcsi elégtételt, vagy rehabilitációt.[forrás?]
Számos olyan jogszabály kezdeményezésében, előkészítésében és létrehozásában vállalt meghatározó szerepet, mint a gyűlöletkeltés szankcionálhatóságával kapcsolatos szabályozás, az új egyházi törvény, illetve az egyházak finanszírozásának szabályozása, stb.
Ügyvédi tevékenységéből többet a korábbi BH példaként hozott (az elévülések anyagi, illetve eljárásjogi vetületeit elemző példában, pl. az egyházi személyek ügynök múltja kapcsán, lásd: BDT 2009/11/206. (8.Pf.20.983/2009/4, Polgári Kollégium Polgári Szakág. Az Ítélőtáblai Határozatok című folyóiratban 2009. évben megjelent határozat).
Ügyvédi munkája során rendszeresen nyújtott a hozzá fordulóknak pro bono segítséget, tíz évig volt a Nép Ügyvédje rendszerben is közreműködő ügyvéd. Principálisként több ügyvédjelölt képzésében és mentorálásában is részt vett.

## Cikkek, tanulmányok
1990-92 között több cikket és tanulmányt jelentetett meg a számvevőszéki reform szükségességével kapcsolatban. 1993 és 1995 között több újságcikkben, riportban jelent meg véleménye és állásfoglalása az állami vagyonkezelés – többszörösen is elhibázottnak tartott – irányultságával, a TB vagyonátadási koncepcióval, stb. kapcsolatban. 
Összegyűjtötte, és az Új Élet című folyóiratban 2004. március 15. - július 1. között „Mártírokká lettek a papok” címmel egy cikksorozatban tette közzé a holokauszt során elhurcolt és meggyilkolt rabbik nevét (erre az összeállításra hivatkozik később Frojimovics Kinga Neológ és status quo ante rabbik Magyarországon 1869-től napjainkig című könyve is).
Szerkesztőbizottsági tagja és szerzője volt 2006-tól 2010-ig a Stáció című vallási ismeretterjesztő folyóiratnak.

## Társasági tagságai, egyéb szakmai tevékenységei
- 2003-tól 2009-ig tagja az Országos Bűnmegelőzési Bizottságnak
- több évig társadalmi kurátora a Duna Televíziónak
- 2008-tól 2010-ig kuratóriumi elnökségi tagja a Magyar Rádiónak
- 2012-ig – közel öt éven keresztül – volt a Magyarországi Zsidó Örökség Közalapítvány (MAZSÖK) jogi képviselője
- több alapítvány alapítója, tagja